# 2024년 하계 올림픽 키리바시 선수단
키리바시는 2024년 7월 26일부터 8월 11일까지 파리에서 열리는 2024년 하계 올림픽에 출전했다. 이번이 6번째 출전이 된다. 키리바시 선수들은 2004년 첫 대회가 열린 이후 매년 하계 올림픽에 참가해 왔다.

## 출전 선수
| 종목 | 남자 | 여자 | 전체 |
| ---- | ---- | ---- | ---- |
| 육상 | 1    | 0    | 1    |
| 유도 | 0    | 1    | 1    |
| 역도 | 1    | 0    | 1    |
| 전체 | 2    | 1    | 3    |

## 매달 집계
| 종목 | 1 | 2 | 3 | 합계 |
| 종목 | ' | ' | ' | '    |
| 종목 | ' | ' | ' | '    |
| 종목 | ' | ' | ' | '    |
| 합계 | ' | ' | ' | '    |

## 같이 보기
- 2024년 하계 올림픽